# 藤原親兼
藤原 親兼（ふじわら の ちかかね）は、平安時代末期から鎌倉時代前期にかけての公卿。水無瀬親兼とも。坊門中納言・藤原親信の三男。官位は正二位・権中納言、右衛門督。琵琶で名高い二条定輔の同母弟。
後鳥羽院の仰せによって坊門忠信の養子となっていた息男の信成が後鳥羽院の置文によって水無瀬殿のあった広瀬村を伝領し、結果的に水無瀬家嫡流として現在に至るまで続くことになった。隆家流坊門一門の中で断絶せずに続いたのは水無瀬家のみである。

## 経歴
以下、『公卿補任』と『尊卑分脈』の内容に従って記述する。
- 養和元年（1181年）12月29日、叙爵。
- 寿永2年（1183年）8月16日、阿波守に任ぜられる。
- 文治3年（1187年）1月23日、右兵衛佐を兼ねる。
- 文治5年（1189年）1月5日、従五位上に昇叙。
- 建久3年（1192年）1月5日、正五位下に昇叙。
- 建久4年（1193年）12月9日、左兵衛佐に転任。
- 建久7年（1196年）1月6日、従四位下に昇叙。
- 正治元年（1199年）1月5日、従四位上に昇叙[4]。同年3月23日、右馬頭に任ぜられる。
- 建仁元年（1201年）1月6日、正四位下に昇叙[5]。その後、息男親忠に譲り右馬頭を辞した。
- 元久元年（1204年）10月26日、従三位に叙される。
- 承元2年（1208年）12月9日、正三位に昇叙。
- 承元3年（1209年）1月13日、右衛門督に任ぜられる。
- 建暦元年（1211年）1月18日、参議に任ぜられる。右衛門督は元の如し。
- 建暦2年（1212年）1月13日、備前権守を兼ねる。
- 建暦3年（1213年）5月22日、母の喪が明けて復任。
- 建保2年（1214年）1月13日、権中納言に任ぜられる。右衛門督は元の如し。10月28日、従二位に昇叙。12月1日、権中納言と右衛門督を辞した。
- 建保5年（1217年）1月6日、正二位に昇叙。
- 承久元年（1219年）10月9日、本座を許される。
- 承久3年（1221年）8月8日、子息3人と共に召取られ、12日に出家した。9月には放免された。
- 寛元4年（1246年）5月27日、薨去。享年75。

## 系譜
- 父：藤原親信
- 母：官女半物阿古丸
- 妻：足利義兼娘
- 妻：宜秋門院女房備前 - 源盛親の娘。『尊卑文脈』では源盛保の娘。
  - 男子：水無瀬信成
- 生母不明
  - 男子：親忠
  - 男子：坊門親仲
  - 男子：信弘
  - 男子：顕親
  - 男子：全親
  - 女子：久我通光室 - 後に入道大炊助親秀に嫁した。